# Sexe... 13 Beaufort !
Pour plus de détails, voir Fiche technique et Distribution.
Sexe... 13 Beaufort ! (grec moderne : Σεξ ... 13 Μποφώρ) est un film grec réalisé par Chryssostomos Liambos et sorti en 1971.
Il s'agit du film érotique le plus célèbre du cinéma grec qui fit de son acteur principal Kóstas Gouzgoúnis une star incontestée du genre dans son pays.
Le film fit 85 900 entrées en première exclusivité.

## Synopsis
Sur une île grecque, la fille (Liza Lorentzou) du gardien du phare (Lykourgos Kallergis) a une relation érotique avec un pêcheur (Kóstas Gouzgoúnis). Trois touristes anglaises arrivent sur un voilier. Si celles-ci pimentent un temps la relation érotique, la fille du gardien de phare finit par les chasser pour se garder le pêcheur pour elle seule.

## Fiche technique
- Titre : Sexe... 13 Beaufort !
- Titre original : grec moderne : Σεξ ... 13 Μποφώρ
- Réalisation : Chryssostomos Liambos
- Scénario : Kostas Dritsas
- Production :
- Société de production : Oscar Films
- Directeur de la photographie : Vangelis Karamanidis
- Montage : Theodoros Arampatzis
- Direction artistique :
- Costumes :
- Musique : Vasili Dimitriou
- Pays d'origine : Grèce
- Genre : érotique
- Format  : 35 mm couleur
- Durée : 91 minutes
- Date de sortie : 1971

## Distribution
- Kóstas Gouzgoúnis
- Liza Lorentzou
- Lykourgos Kallergis